# 21915 Lavins
21915 Lavins (1999 VE35) là một tiểu hành tinh vành đai chính được phát hiện ngày 3 tháng 11 năm 1999 bởi nhóm nghiên cứu tiểu hành tinh gần Trái Đất phòng thí nghiệm Lincoln ở Socorro.